# ساشا ولیور
ساشا ولیور (به انگلیسی: Sasha Velour) (زاده ۲۵ ژوئن ۱۹۸۷) زن‌پوش آمریکایی است.